# Pluskwa (podsłuch)

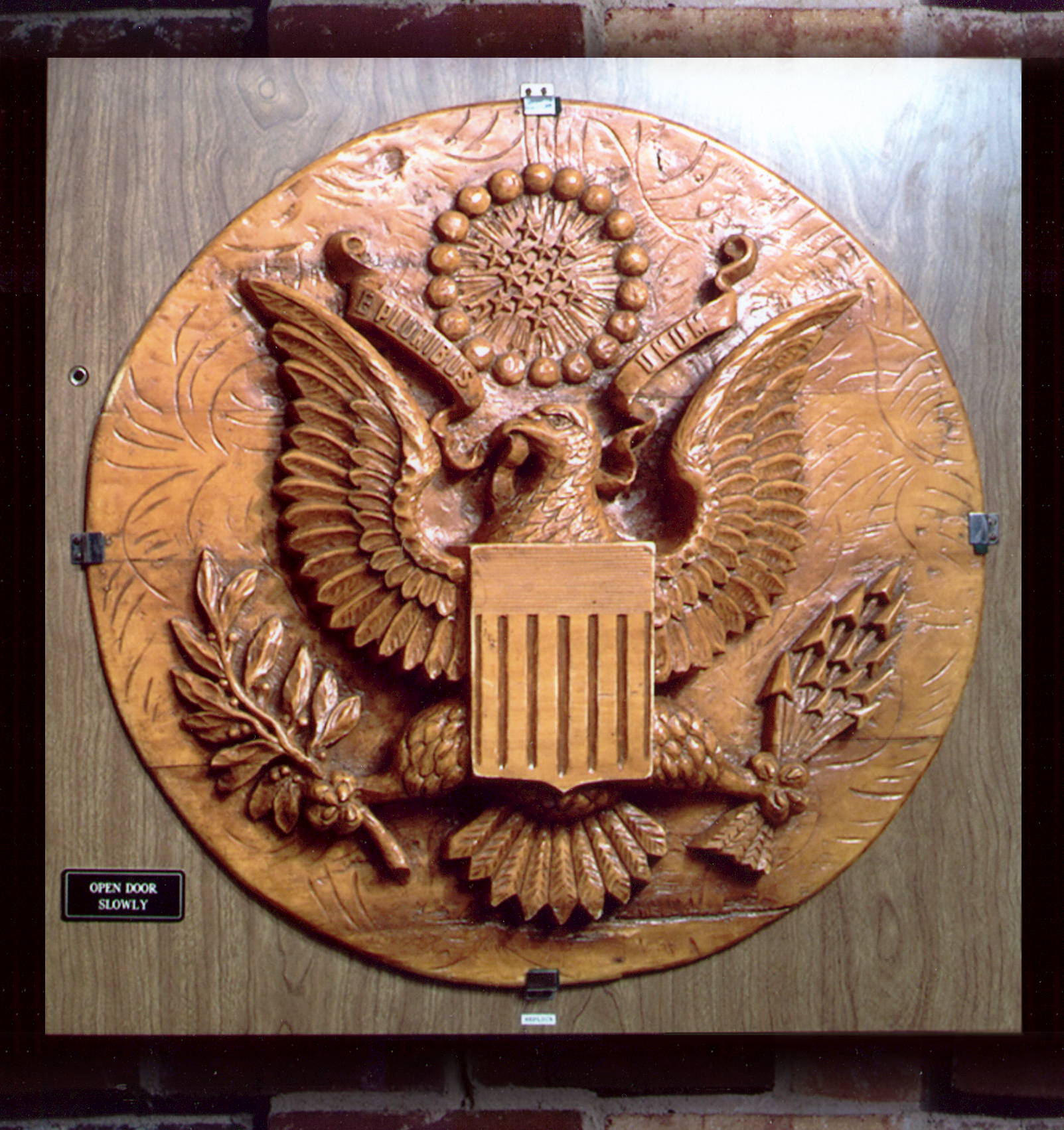
The Great Seal bug - drewniana płaskorzeźba z wbudowaną w pełni pasywną radziecką pluskwą z czasów zimnej wojny, skonstruowaną przez Lwa Termena, dziś w zbiorach NSA

Pluskwa – określenie miniaturowego nadajnika radiowego połączonego z mikrofonem, zwykle instalowanego w pomieszczeniach mieszkalnych bez wiedzy i zgody ich użytkowników; niekiedy termin ten używany jest też w odniesieniu do urządzeń rejestrujących inny rodzaj sygnału (np. z kamery wideo lub z klawiatury komputera) albo transmitujących dane w inny sposób (nadajniki podczerwieni, sieci IP). 
Podstawowa budowa pluskwy radiowej to: akumulator (lub inne źródło energii), mikrofon, układu scalony z nadajnikiem, antena. Bardziej zaawansowane modele posiadają różnego rodzaju systemy regulacji wzmocnienia mocy nadajnika lub mikrofonu.   
Urządzenia tego typu wykorzystane są przede wszystkim przez służby specjalne i policję w celu obserwacji podejrzanych i pozyskiwania informacji o planowanych działaniach; zdarza się, że są narzędziem działalności przestępczej.
Wykrywanie współczesnych urządzeń podsłuchowych – z których część może być całkowicie pasywna (nieemitująca promieniowania elektromagnetycznego) – jest bardzo skomplikowanym zadaniem, które zwykle stanowi kombinację analizy spektrum elektromagnetycznego, korelacji sygnałów radiowych, rentgenografii i termografii, wykrywania sygnatur układów półprzewodnikowych, oraz wielu innych metod. 